# リモートコントロールダンディSF
リモートコントロールダンディSFは、2005年にコナミが発売したPlayStation 2用のロボット操縦アクションゲームである。
基本的にリモートコントロールダンディと同じで、ロボットをリモートコントロールして戦う。ただし、前作の開発を行ったヒューマン(現サンドロット)が関わっていないため演出や操作性などは継承されていない。

## 登場人物
・ユニ･カワラ
　主人公｡コアに選ばれた少年｡
・ミミ･ニュートン
　本作のヒロイン｡

## 登場ロボ

### 主人公機
シナリオの冒頭から、任意に選択できる。
- [F.C.R(ファイナル･カウンター･ロボ)] - 危機を感じたドクターY博士が極秘に開発した巨大ロボット｡2億5千万年の隕石から抽出された5つの物質「コア」の一つ「レッドウイング･コア」をエネルギーにする｡そのコアの波長が合うのはユニだけである｡
- ベルヴェルク - 前作登場した主人公機『ヴォーダン』とほぼ同じ性能。特徴的な必殺技は腕を射出して相手にぶつける「アクセルパンチ」｡主人公機体の中では、相手を転倒させる攻撃が、もっとも多い。
- ハウゼン - 右手にドリル、左手にハンマーをつけたロボ。単発の攻撃力が高い。
- ビギバム - 格闘に特化したロボ。パンチを連携して、連続攻撃が可能。
- ニルギリタール - パンチがヒット中にボタン連打で、多段ヒットする。
- サンダンス・キッド - 射撃に特化したロボ。
- レイバー - 正式名称はテルベルⅢ。腕や肩に、折りたたみ携帯電話を閉じた様な意匠。必殺技がひとつも無い。
- ガンレイバー - レイバーの腕部を火器に換装したもの。
- フリーダム - ローラ・セブンブリッジが操縦する[ガーディアン]と呼ばれるロボで、キックに特化している。

### ジャックされたロボ
- テルベルⅠ - 胴体がダイヤル式電話になっている。そこからバルカン砲が出せる。別名「第一世代建機ロボット」
- テルベルⅡ - 胴体が公衆電話になっている。ミサイルが出せる。別名「第二世代建機ロボット」
- カテナッチオ - かなり装甲が硬いロボ。腹部に、南京錠の意匠。EZ社制作のPRロボだが別名「違法製造EZ社PRロボット」である｡作中FCRの必殺技を使用可能｡
- ほしぞら - 宇宙艇であるため、常に浮遊している。元々は敵の偵察のためのものだったが、敵にジャックされて帰ってくる。作中､操縦者を狙って来る｡
- ヴォーダン -  セブンブリッジの初代ガーディアンという設定になっている。特徴は前作と概ね同じ。

### 怪ロボット
- ロンギシマ - 別名「急襲侵略怪ロボット」で､腕が伸びる怪ロボット。スカイドライブ宇宙港地下居住区コルドロン11に出現しそこにある作業用宇宙船「ほしぞら」を狙いに出現｡Y博士が言うには敵ながらもセンスが良いらしい｡作中の敵で初めて必殺技を出す相手である｡
- バルディム - 別名「急襲侵略ロボット」でほしぞらを奪った｡手足が無いが光子砲ビームを持っている。(ニッキーが言うには､手足は飾りに等しいが油断は出来ないらしい)作中､移動しながら光子砲ビームの発射準備をしている｡
- イティ - 別名「ガーディアンフェイク」で貴重な木があるエアプラントドームに出現｡格闘に特化したロボで、見た感じネコ。技もネコっぽいものばかり。作中ドーム内の霧を利用してロボットのセンサーを遮断させて襲いかかる｡
- イグニマ - 別名「YH-3型ロケットロボ」で解明されたビスマルク級磁器嵐に乗ってサカイ･テクニコ本社地表施設に出現｡火炎放射を出してくるロボ。両手のロケットによる打撃と飛行能力を持つ｡重要施設ダイレクトアクセスゲート破壊が目的｡
- イヴァルディミズム - 別名「タコダルマ怪ロボット」でバルディムの後継機。ビッグイヤーWサイドに出現｡3つの足があり、光子砲ビームも存在しない。作中3体登場｡
- インフィニティスモル - 別名「マイクロハイド侵略機」で作中2体確認された消えるロボ。手が槍のようになっている。転倒後は､消えて別方向から起き上がった状態で現れる｡作中ではFCRのかわしとカウンター攻撃を活かす相手になる｡
- ロッククラッシャー - 両手がドリルになっている。
- キャリー・ハンプティ - 空中を浮遊する巨大ロボ製作工場。光子砲ビームがある。
- ジャミンガーX - 相手のガードをキャンセルさせたり、操縦を逆転させる不思議な技を持っている。
- アイアンドレイク - 突撃型ロボ。ストーリー上ではガード不可能の状態で戦うため、一番苦戦させられる。
- イーヴァルティ - イヴァルディミズムの後継機。手足があり、1号と同じ光子砲ビームがある。格闘能力もかなりのもの。
- ダンスキャップクラウン - 遠距離型ロボ。
- ダンスキャップアルル - 近距離型ロボで、名のとおりダンスのような技を持つ。ストーリーではクラウンと一緒に登場する。
- ゲネラル - 主人公の機体群よりはるかに巨大。格闘型ロボで、両手に巨大な斧を持っている。 動きがかなり鈍い。
- ネクスタント1 - 次世代の人類となるロボ（らしい）。ストーリーのラスボス。倒されても装甲が外れネクスタント2となる。
- ネクスタント2 - ネクスタント1の装甲が外れた状態。装甲がなくなったことにより、移動がかなり速くなる。